# Увага, батьківський контроль
«Увага, батьківський контроль» (англ. Warning: Parental Advisory) — телевізійний фільм 2002 року, створений каналом VH1 та режисером Марком Вотерсом.

## Синопсис
Фільм розповідає про те, як Ді Снайдер, Джон Денвер та Френк Заппа свідчили перед Конгресом США проти законів, що вимагали маркування платівок з піснями, тексти яких мали на думку громадської організації «Parents Music Resource Center» неприйстойний зміст. Стрічка присвячена історії цієї громадської організації та її впливу на музичну індустрію у 1985 році.

## У ролях
- Гріффін Данн — Френк Заппа
- Ді Снайдер — камео
- Джейсон Прістлі — Чарлі Бернер
- Маріель Гемінґвей — Тіппер Ґор
- Тім Ґвіней[en] — Джон Денвер
- Дебора Єйтс[en] — Памела Стоун
- Дебора Джоллі — Ширлі
- Лоїс Чайлз — Сьюзен Бейкер
- Лі Бернс — Ендрю Норріс
- Джон С. Дейвіс — Дейв Ґорман[en]
- Джим Бітті — Альберт Ґор
- Річард Діллард — сенатор Сема
- Гейл Кронауер — сенатор Паула Гокінс
- Джо Берріман — Дональд Бін
- Девід Борн — Джеймс Бейкер
- Діна Вотерс — секретарка